# Sauvo
Sauvo (Sagu en suédois) est une municipalité du sud-ouest de la Finlande, dans la province de Finlande occidentale et la région de Finlande du Sud-Ouest.

## Géographie
Sauvo a une superficie de 299,71 km2.
La commune est assez typique des communes rurales du sud-ouest du pays: peu de forêts, peu de lacs et des dizaines (91 exactement ici) de petits villages agricoles dispersés dans la campagne. Elle comporte en plus une large façade maritime (140 km de côte, jalonnés par 1 400 maisons de vacances) et comprend quelques îles côtières de l'archipel de Turku.
La ville de Turku, la capitale provinciale, n'est qu'à 42 km (dont 30 km d'autoroute) du centre administratif.
La ville la plus proche est Paimio à seulement 16 km.
Les municipalités limitrophes sont Paimio au nord, Salo à l'est, et au-delà de bras de mer Kimito au sud, Pargas à l'ouest et Piikkiö au nord-ouest.

## Démographie
Depuis 1980, la démographie de Sauvo a évolué comme suit, :
| Année      | 1980  | 1985  | 1990  | 1995  | 2000  | 2005  |
| ---------- | ----- | ----- | ----- | ----- | ----- | ----- |
| population | 2 545 | 2 602 | 2 808 | 2 846 | 2 851 | 2 931 |

| Année      | 2010  | 2015  | 2020  |
| ---------- | ----- | ----- | ----- |
| population | 3 045 | 3 019 | 2 961 |

## Histoire
La première mention écrite du lieu date de 1335. Il existait déjà alors une petite église en bois, probablement construite dans les dernières années du XIIIe siècle.
La paroisse de Karuna est séparée de Sauvo en 1680. Les deux communes seront fusionnées de nouveau en 1969 et aujourd'hui l'église de Karuna est un des principaux sites touristiques de la commune de Sauvo.

## Lieux et monuments
- Église de Karuna
- Église de Sauvo
- Ancienne église de Karuna (fi)
- Manoir de Karuna
- Colline fortifiée de Lautkankare

## Transports
Sauvo est traversé par la route régionale 181, qui part de la route nationale 10 à Tarvasjoki et va jusqu'à Kemiönsaari en passant par Paimio et Sauvo.
Dans la partie sud de Paimio, la route 181 croise la route régionale 110 et la route nationale 1 (E18), qui assurent des liaisons vers Turku et Helsinki.

## Galerie

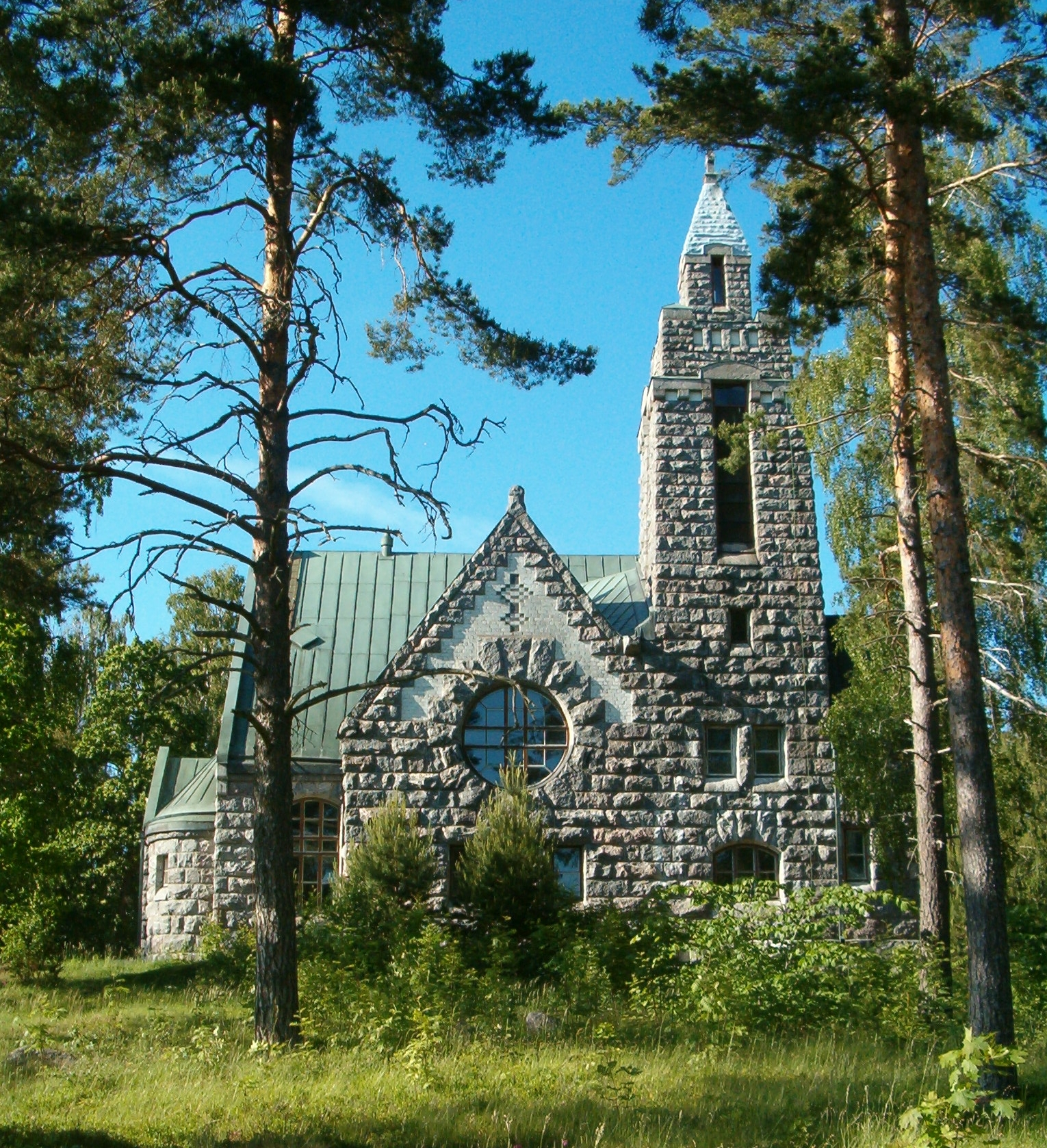
Église de Karuna.
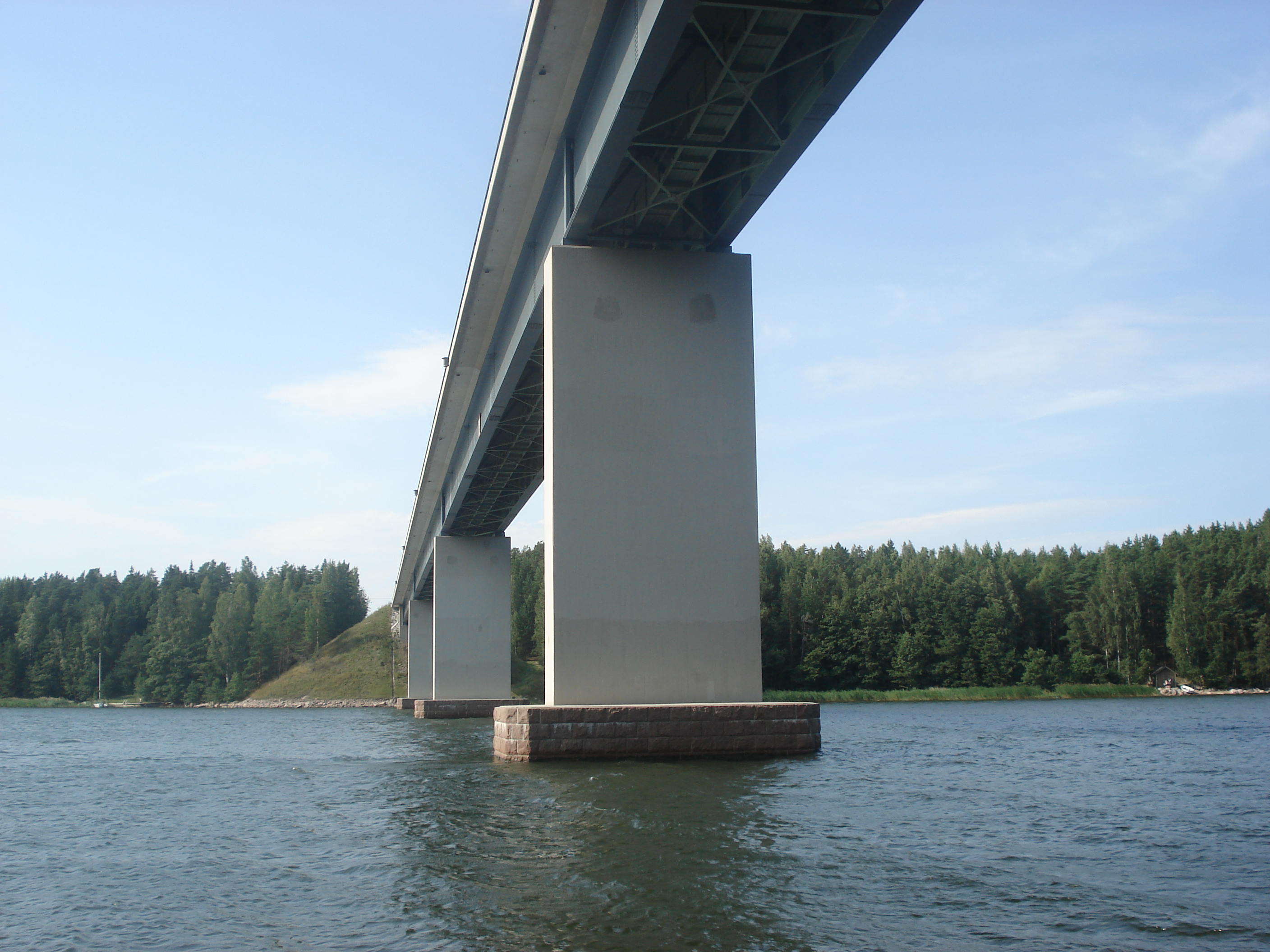
Pont de Rungonsalmi.
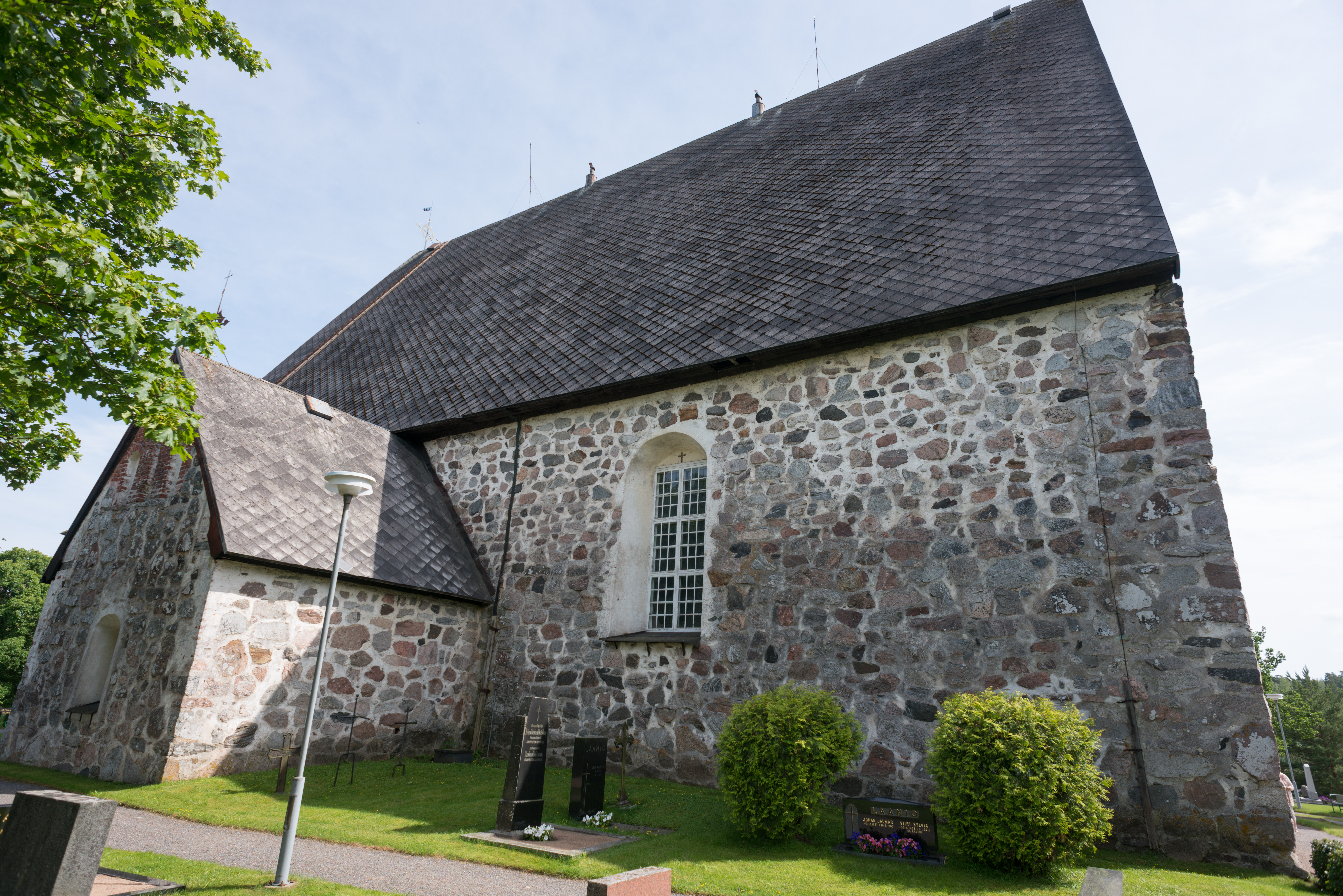
Église de Sauvo.